# Bajulata bajula
Bajulata bajula är en insektsart som beskrevs av Goding. Bajulata bajula ingår i släktet Bajulata och familjen hornstritar. Inga underarter finns listade i Catalogue of Life.